# (89750) 2002 AB24
(89750) 2002 AB24 es un asteroide perteneciente al cinturón de asteroides, descubierto el 7 de enero de 2002 por el equipo del Near Earth Asteroid Tracking desde el Observatorio Palomar, California, Estados Unidos.

## Designación y nombre
Designado provisionalmente como 2002 AB24.

## Características orbitales
2002 AB24 está situado a una distancia media del Sol de 2,487 ua, pudiendo alejarse hasta 3,011 ua y acercarse hasta 1,962 ua. Su excentricidad es 0,211 y la inclinación orbital 5,827 grados. Emplea 1432,33 días en completar una órbita alrededor del Sol.

## Características físicas
La magnitud absoluta de 2002 AB24 es 15,38. 